# Союз художников Китая

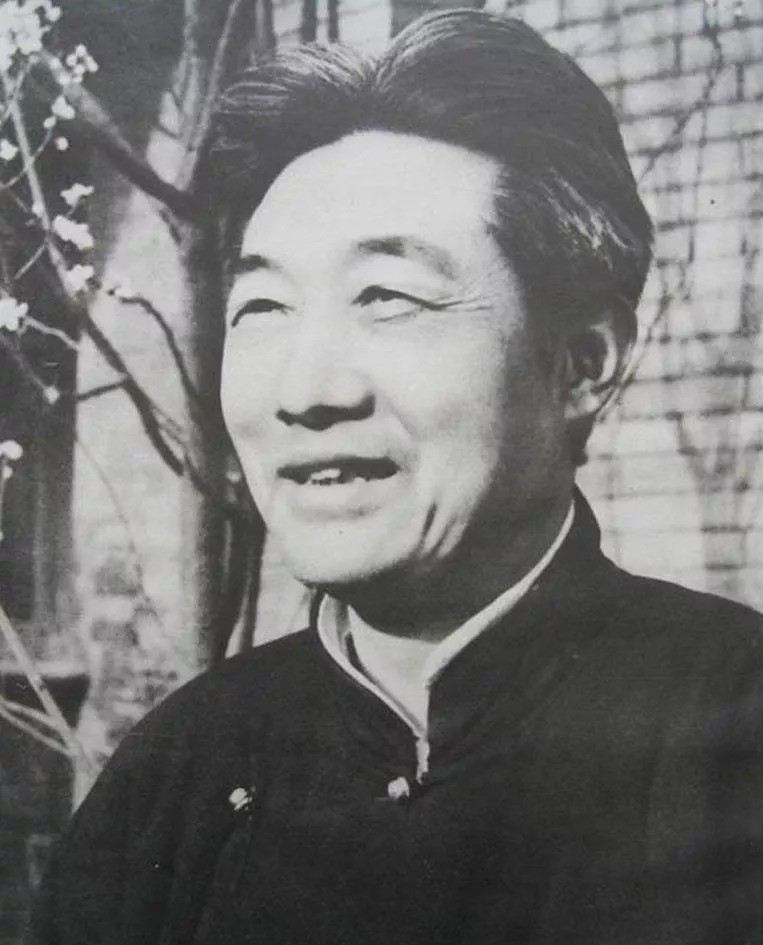
Сюй Бэйхун, первый председатель Союза китайских художников

Союз художников Китая (кит. трад. 中國美術家協會, упр. 中国美术家协会, пиньинь Zhōngguó Měishùjiā Xiéhuì, палл. Чжунго Мэйшуцзя Сехуэй), изначально Союз работников искусства Китая (кит. трад. 中华全国美术工作者协会) — творческая общественная организация КНР, официальная национальная ассоциация китайских художников с её главным офисом в Пекине. Учреждена в июле 1949 года, первым председателем был назначен Сюй Бэйхун. С момента создания союза в него было принято 14006 художников. В настоящий момент председателем является Лю Давэй.

## Организация
Союз китайских художников находится в структуре аппарата Секретариата ЦК КПК и управляется Отделом пропаганды ЦК КПК Ранее союз имел отделения во всех провинциях, автономных регионах и муниципалитетах, но в 1990 все региональные отделения были переформированы в провинциальные союзы художников. И художники были приняты в национальный союз как члены провинциальных союзов. Союз китайских художников руководит многими специальными комитетами, занимающимися китайской живописью, масляной живописью, скульптурой, архитектурой, керамикой, печатью, фресками, анимацией, этническим искусством, и детским искусством.
Союз организует национальную художественную выставку, самую большую выставку искусства в Китае, каждые пять лет. На момент 2011 года уже было проведено десять таких выставок. Союз художников в регионах выбирают лучшие работы на местах и направляют их на более высокий уровень для принятия решения. Для художника, если его работа была принята и оценена на высшем уровне, это означает славу и несет в себе перспективы для будущего продвижения по карьерной лестнице. Многие из таких художников становятся главами провинциальных союзов.
Главный офис союза находится в Национальным сельскохозяйственном выставочном центре в Пекине. Ежемесячно публикуется официальный журнал союза художников Изящные искусства.

## История

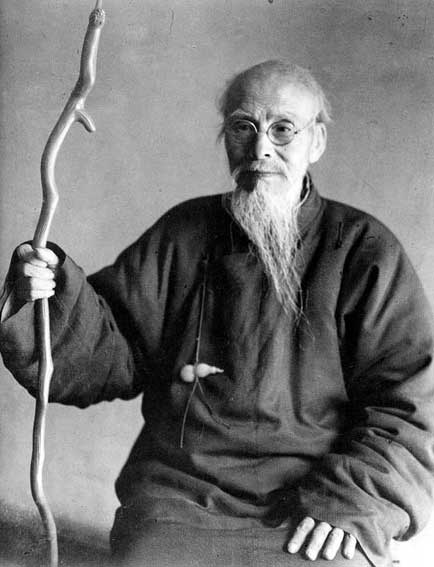
Ци Байши, второй председатель ассоциации

Китайский союз работников искусства была основана 21 июля 1949 года в Пекинском парке Чжуншань. На иннагурационной церемонии первым председателем был выбран Сюй Бэйхун, а революционный художник-ксилограф Цзян Фэн (1910—1983) и пионер жанра маньхуа Е Цяньюй (1907—1995) были выбраны зам. председателя, образуя, тем самым, постоянный комитет ассоциации. Сюй Бэйхун, к тому времени уже ставший художником с мировым именем, занимавший на тот момент пост ректора Пекинского художественного училища горячо приветствовал съезд: «В период господства контрреволюции внимания искусству не уделялось, прогрессивные художники подвергались преследованиям, никогда мы не могли собраться вместе на такой большой, представительный форум» — писал он в своем очерке, посвященным этим событиям. После смерти Сюй Бэйхуна в 1953 году, 4 октября была проведена специальная встреча на которой Ци Байши был выбран новым председателем, а У Цзожэнь (1908—1997), обучавшийся масляной живописи в Бельгии и являлся учеником Сюй Бэйхуна, и Цай Жохун 蔡若虹 (1910—2002) были выбраны зам. председателя, в дополнении к двум другим членам постоянного комитета. Хуа Цзюньу 华君武 был избран генеральным секретарем. Членами постоянного комитета в том году также стали Ли Хуа (1907—1994), Гу Юань (1919—1996), Ван Чжаовэнь (1909—2004), Ли Чунь (1912—2012), Чжу Дань (1916—1988) и Е Фу (1909—1973). Представители также приняли резолюцию по смени имени организации на Союз китайских художников.
Будущий премьер Госсовета КНР Чжоу Эньлай в своей речи, прочитанной на съезде, отметил важность объединения художников и указал основные направления работы — обучение художников, расширение художественной деятельности и «разбавление» художественного сообщества — обеспечения слияния художников коммунистов с остальными. В Союзе роль руководителя партийной ячейки выполнял Цзян Фэн. Он также выступил с речью, в которой от лица партии выдвинул новые требования к произведениям — в отличие от контрастных черно-белых оттисков, приоритет отдавался контурному рисунку и ровному цветовому полю. Партийные члены союза должны способствовать созданию такого искусства всеми художниками, которое отвечало бы задачам коммунистической партии — понятного рабочему классу, направленного на созидательную трудовую деятельность — и распространению этого искусства, увеличением тиражей оттисков.
Как пишет исследователь Син Ничжэнь, В 1953 г. Китай начал полномасштабный переход к строительству социализма. Был принят первый пятилетний план, в сентябре были заключены договоренности с СССР по оказанию помощи в создании промышленности. Период первой пятилетки отмечен наибольшим влиянием советского искусства на Китай. По инициативе Сюй Бэйхуна, с 1949 г. являвшегося членом Общества китайско-советской дружбы, в Китае были организованы выставки советской масляной живописи, в «восстановительный период» 1951—1953 гг. проходили выставки советских эстампажей, карикатур и агитплакатов
. Эти выставки вызвали большой интерес китайской общественности. В последующие годы в академических художественных учреждениях Китая будет изучаться исключительно советское реалистическое искусство, а Союз художников Китая будет поддерживать деятельность художников в традиционных жанрах национальной живописи.

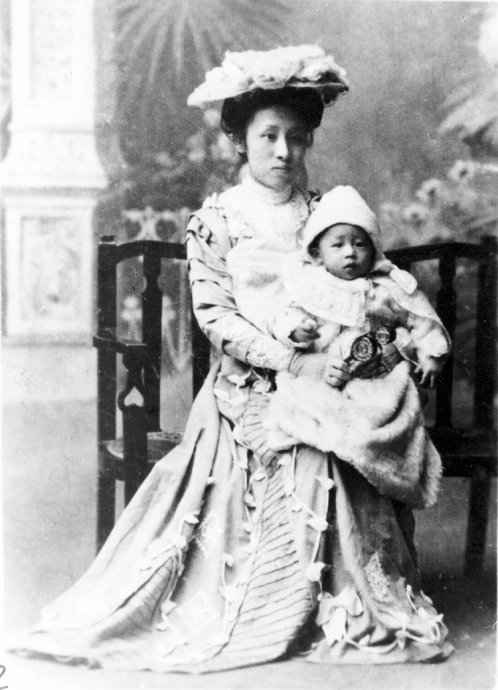
Хэ Сяннин, третий председатель и первый председатель женщина

Второе генеральное собрание было проведено 30 июля 1960 года в Пекине. На встрече Хэ Сяннин была избрана председателем (Ци Байши умер в 1957 году). Цай Жохун 蔡若虹, Лю Кайцю 刘开渠, Е Цянью, У Цзожэнь, Пань Тяншо, Фу Баоши были избраны зам. председателя. Хуа Цзюньу 华君武был переизбран генеральным секретарем.
После начала Культурной революции и смерти Хэ Сяннин в 1972 году, третье собрание было проведено 3 ноября 1979 в Пекине. Цзян Фэн был избран председателем. Заместителями председателя стали Ван Чаовэнь 王朝闻, Е Цянью, Хуа Цзюньу, Лю Кайцю, Гуань Шаньюэ 关山月, Ли Кэжань, У Цзожэнь, Хуан Синьбо 黄新波 и Цай Жухун. После смерти Цзян Фэна в 1983, в марте избирательный комитет выбрал У Цзожэня на место председателя.

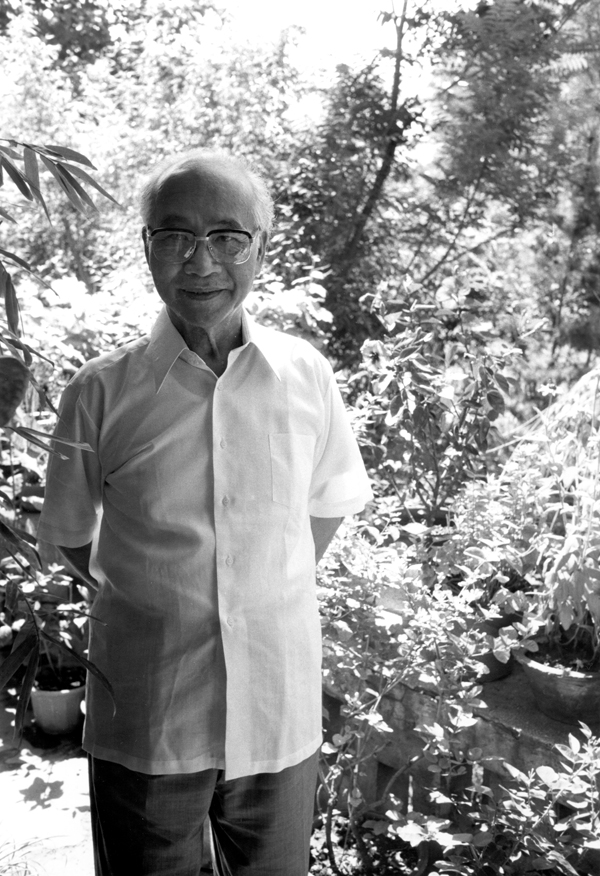
У Цзожэнь, пятый председатель

Четвертое генеральное собрание было проведено 6 мая 1985 года в Цзине. У Цзожэнь был выбран председателем, а Ван Чаовэнь, Гуань Шаньюэ, Гу Юань 古元, Ли Кэжань, Е Цянью, Хуа Цзюньу, Лю Кайцю, Чжоу Сыцун 周思聪, Цинь Чжэн 秦征, Хуан Юню 黄永玉 и Цай Рохун были выбраны в качестве зам. председателя. В октябре 1990 Ван Ци также был назначен зам. председателя и включен в постоянный комитет.
По итогам пятого генерального собрания, проведенного 11 сентября в 1998 году в Пекине, Цзинь Шаньи 靳尚谊 был выбран председателем союза. Заместителями председателя стали Лю Давэй 刘大为, Лю Вэньси 刘文西, Лю Бошу 刘勃舒, Сяо Фэн 肖峰, Ли Хуаньминь 李焕民, Линь Юн 林墉, Ян Личжоу 杨力舟, Хацзы Аймати 哈孜·艾买提, Чан Шана 常沙娜, Чэн Юнсянь 程允贤и Чжань Цзянцзюнь 詹建俊.
Шестая встреча союза состоялась 1 декабря 2003 в Пекине. Цзинь Шаньи был переизбран председателем союза, а в постоянном комитете как зам. председателя значились Лю Давэй, Ван Минчжи 王明旨, Ван Минмин 王明明, Вэй Эршэнь 韦尔申, Фэн Юань 冯远,Нима Цзэжэнь 尼玛泽仁, Сю Цзян 许江, У Чанцзян 吴长江, Ян Личжоу, Ян Сяоян 杨晓阳, Линь Юн, Цзэн Чэнган 曾成钢,и Пань Гункай. Ши Давэй 施大畏 и Лу Чжунли 罗中立 были избраны в постоянный комитет в 2005.
В декабре 2008 года прошла сеедьмая генеральная встреча, на которой Лю Давэй был избран председателем союза, а Цзинь Шани стал почетный председателем. Ван Минмин, Вэй Эршэн, Фэн Юань, Сю Цзян, Сю Циньсун 许钦松, Ян Сяоян, У Чанцзян, Хэ Цзяин 何家英, Фань Диань 范迪安, Лу Чжунли, Ши Давэй, Хуан Гэшэн 黄格胜,Цзэн Чэнган и Пан Гункай были выбраны членами постоянного комитета.
Лю Давэй был переизбран председателем на восьмой генеральной встрече в ноябре 2013, традиционно прошедшей в Пекине. Зам. председателя стали Ван Минмин, Вэй Эршэн, Фэн Юань, Сю Цзян, Сю Циньсун, Ли Сян 李翔, Ян Сяонян, У Чанцзян, Хэ Цзяин, Фань Диань, Ши Давэй, Хуан Гэшэн и Цзэн Чэнган.
С момента основания в 1949, на 2018 год Союз художников Китая принял 14006 членов, включая 6000 художников, являющимися действующими членами.

## Список председателей Союза художников Китая
- Сюй Бэйхун, 1949—1953
- Ци Байши, 1953—1957
- Хэ Сяннин, 1960—1972
- Цзян Фэн, 1979—1983
- У Цзожэнь, 1983—1997
- Цзинь Шаньи, 1998—2008 (почетный председатель 2008-настоящее время)
- Лю Давэй, 2008-настоящее время

## Организации Союза художников Китая
Союз художников Китая сейчас имеет 32 отделения по всему Китаю, 31 из которых находятся в провинциях, автономных регионах и городах центрального подчинения. Также к ним относится Синьцзянский производительно-строительный корпус.